# Operation Rädda Danmark
Operation Rädda Danmark var en planerad men aldrig utförd svensk militäroperation under slutet av andra världskriget. Planen gick ut på att svenska styrkor (tillsammans med danska "polistrupper" som utbildats i Sverige under kriget) skulle landstiga i det av Tyskland ockuperade Danmark under första halvan av 1945. Nazityskland - och därmed även de tyska styrkorna i Danmark - kapitulerade dock i maj 1945 innan planen hann sättas i verket.